# Attentats à la bombe de la rue Ben Yehuda

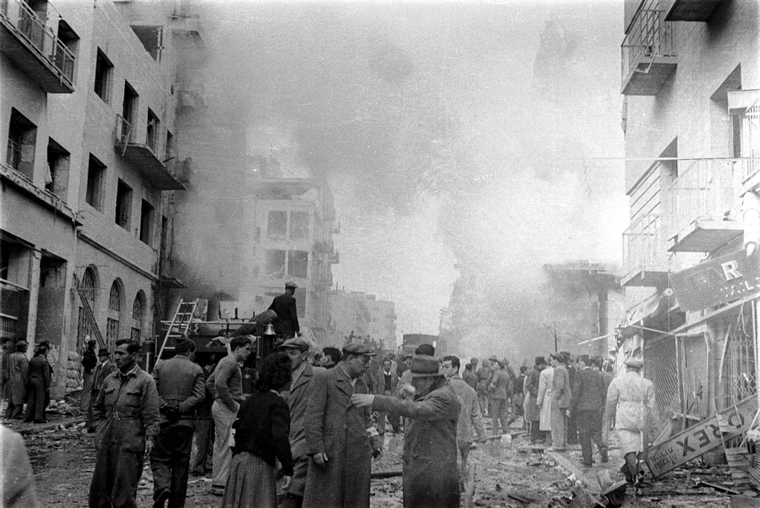
L'explosion d'une voiture piégée dans la rue Ben Yehuda à Jérusalem, le 22 février 1948.

Les attentats à la bombe de la rue Ben Yehuda sont une série d'attaques perpétrées ou ordonnées par des Arabes palestiniens, certains agissant en tant que kamikazes, contre des cibles juives dans la rue Ben Yehuda, une des artères principales de la ville de Jérusalem, et ce à partir de février 1948.

## 1948 (49-58 morts)
Les attaques ont lieu pendant la guerre civile de 1947-1948 en Palestine mandataire, après le plan de partage des Nations Unies pour la Palestine en novembre 1947 et avant la déclaration d'indépendance d'Israël en mai 1948.
Le 22 février 1948, trois camions de l'armée britannique conduits par des irréguliers arabes et des déserteurs britanniques explosent dans la rue Ben Yehuda, tuant entre 49 et 58 civils, et en blessant entre 140 et 200,,,. La bombe pourrait avoir été destinée à tuer des membres des Furmans (chargés de l'escorte de convois, membre du Palmah) qui logeaient dans les hôtels Atlantic et Amdursky, mais qui étaient partis en patrouille peu de temps auparavant. En plus des deux hôtels, l'immeuble Vilenchick et la banque Kupat-Milveh sont détruits. La bombe a été fabriquée par Fawzi al-Qutb. Le convoi était dirigé par un militant de Jérusalem, 'Azmi al-Ja'uni, qui parlait couramment l'anglais et pouvait se faire passer pour un officier britannique. Deux déserteurs britanniques, Eddie Brown, un capitaine de police qui prétendait que l'Irgun avait tué son frère, et Peter Madison, un caporal de l'armée, avaient été persuadés de rejoindre l'attaque, également par la promesse de récompenses financières substantielles.

### Bilans et conséquences
Un tract affirmant que l'explosion était en réponse à une attaque à la bombe de l'Irgun trois jours plus tôt, à Ramla, le 19 février, est distribué le soir suivant. Il est signé par Abd al-Qadir, qui assume la responsabilité de l'opération,. Abd al-Qadir lui-même, au Caire le lendemain, laisse une déclaration au journal Al-Ahram dans le même sens et le Haut Commandement de l'Armée de la Guerre Sainte réitère la déclaration en Palestine. Husayn al-Khalidi, secrétaire du Comité arabe supérieur, déplore l'acte comme une « dépravation indigne de l'esprit arabe » tandis que le Comité lui-même, dans une tentative de se distancer de l'incident, essaie de semer le doute sur l'authenticité des déclarations publiques d'Abd al-Qadir.
Dans la confusion qui s'ensuit, les résidents juifs blâment immédiatement les Britanniques pour l'attaque. David Ben Gourion, en visitant le site du carnage, est cité comme mettant une part de la responsabilité de cette attaque arabe sur les épaules de voyous juifs, déclarant : « Je ne pouvais pas oublier que nos voyous et assassins avaient ouvert la voie. » L'Irgun diffuse un ordre demandant à ses militants de tirer à vue sur tout Anglais. À la fin de la journée, huit soldats britanniques ont été abattus, tandis qu'un neuvième est assassiné alors qu'il était soigné dans une clinique juive pour une blessure. Le Lehi réagit également quelques jours plus tard en faisant exploser un train rempli de soldats britanniques alors qu'il quittait la gare de Rehovot, tuant 27 personnes.
Le lendemain, le 23 février, une offensive juive, utilisant des mortiers, est lancée contre le quartier arabe de Musrara, à Jérusalem, tuant sept Arabes, dont une famille entière. Les Arabes croient que c'était en représailles à l'attentat de la rue Ben Yehuda, bien que, selon l'historien israélien Itamar Radai, à l'époque, les Juifs et leurs institutions officielles ne blâment que les Britanniques pour l'incident.

## 1975 (15 morts)
Le vendredi 4 juillet 1975, un réfrigérateur contenant cinq kilogrammes d'explosifs dans ses parois explose sur la place de Sion, une place principale de la ville reliant la rue Ben Yehuda et la rue Jaffa. Quinze personnes sont tuées et 77 sont blessées dans l'attentat. Ahmad Jabara, responsable du placement de la bombe, est arrêté et condamné à la réclusion à perpétuité et à trente ans de prison, mais est libéré par Israël en 2003 après avoir purgé 27 ans, en geste envers Arafat, qui le nomme alors conseiller aux affaires des prisonniers. Il meurt à Ramallah en 2013.
Le 13 novembre 1975, une charge explosive explose près du Café Naveh sur la rue Jaffa, près de la zone piétonne. Six personnes sont tuées et 40 sont blessées.

## 1976 (1 mort)
Le 9 avril 1976, une voiture piégée est désamorcée dans la rue Ben Yehuda peu de temps avant son explosion[réf. nécessaire].
Le 3 mai 1976, trente-trois passants sont blessés lorsqu'un scooter piégé explose à l'angle des rues Ben Yehuda et Ben Hillel. Parmi les blessés se trouvent le consul grec à Jérusalem et son épouse. Le lendemain, à la veille de la fête de l'Indépendance, la municipalité organise un événement sur le site de l'attentat, sous le slogan "Quand même". Une personne aurait également trouvé la mort dans l'attaque, perpétrée par le Front Démocratique pour la Libération de la Palestine (FDLP).

## 1997 (5 morts)
Le 4 septembre 1997, trois kamikazes du Hamas se font exploser simultanément dans la zone piétonne, tuant cinq Israéliens. L'attentat est perpétré par des Palestiniens du village d'Asira ash-Shamaliya.
Trois filles de 14 ans sont tuées dans l'attentat : Sivann Zarka, Yael Botvin et Smadar Elhanan. Elhanan est la fille de l'activiste pour la paix Nurit Peled-Elhanan et la petite-fille du général et politicien israélien Mattityahu Peled (en)[réf. nécessaire].
La famille de Yael Botvin, citoyenne américaine, intente une action en justice aux États-Unis contre la République islamique d'Iran.
Un jugement par défaut de 251 millions de dollars en dommages-intérêts compensatoires et punitifs est accordé aux proches des Américains tués dans l'attentat. Il y avait peu d'actifs du gouvernement iranien aux États-Unis après le jugement. Les plaignants menacent de saisir des artefacts perses précieux situés dans des musées de Chicago et de les vendre pour obtenir des fonds, conduisant à la crise du patrimoine persan de Chicago. Ils poursuivent également le compte de la Bank Melli Iran à la Bank of New York, mais l'intervention du Département de la Justice des États-Unis comme amicus curiae en soutien à la Bank Melli, indiquant que la banque n'avait pas la responsabilité de transférer les fonds, aboutit à un jugement défavorable aux plaignants.

## 2001 (11 morts)
Le 1er décembre 2001, deux kamikazes se font exploser dans la rue Ben Yehuda, suivis par une voiture piégée qui explose à l'arrivée des secouristes. Les kamikazes tuent onze victimes âgées de 15 à 21 ans, et 188 personnes sont blessées. Le Hamas revendique la responsabilité, affirmant que c'était en représailles à la mort du militant senior du Hamas Mahmud Abu Hanoud. Un porte-parole du Hamas à Gaza déclare que ces attentats n'apaisent pas leur soif de vengeance et qu'ils mèneraient d'autres attentats. Des poursuites sont intentées contre la Arab Bank, NatWest et le Crédit Lyonnais, alléguant qu'ils ont canalisé des fonds vers le Hamas.